# Морозовский краеведческий музей
Морозовский краеведческий музей — музей в городе Морозовск  Морозовского района Ростовской области. Открыт в 1994 году в здании, построенном в 1904 году.
Адрес музея: 347210, Ростовская область, город Морозовск, улица Ленина, 155б.

## История и описание
Муниципальное бюджетное учреждение культуры «Морозовский краеведческий музей» (МБУК МКМ) расположено в центре города Морозовск. Здание музея было построено в начале XX века на окраине бывшего хутора Любимов. Первоначально здание занимала торговая лавка купца Секретева, в которой торговали продуктами (соль, пшеница) и золотыми изделиями. В здании был большой подвал, на всю его площадь. После Октябрьской революции с 1919 года в здании размещался магазин канцелярских товаров.
В годы Великой Отечественной войны, во время немецкой оккупации с 14 июля 1942 года по 4 января 1943 года в здании был склад. В послевоенные годы здесь был обувной магазин.
Решение о передаче здания под краеведческий музей было принято в 1992 году. Два года здание обустраивалось под музей, формировалась его экспозиция. Дата открытия  Морозовского краеведческого музея — 19 июня  1994 год.  В большом помещении музея представлена история города, района и жизнь его людей. Здесь собраны археологические находки, найденные на территории Морозовского района, собраны материалы об истории, культуре, героях национального фольклора, о самобытном народном творчестве русских, киргизов, казахов, туркмен, узбеков. В музее можно  увидеть настоящий киргизский халат и узбекские пиалы, чучела обитающий в районе животных, символы атаманской власти, картины местных художников.
В краеведческом музее проводятся выставки: Дню народного единства «Предметы быта и прикладного творчества народностей, проживающих на территории Морозовского района», предметов из частных коллекций жителей Морозовского района и др.
На фасаде здания музея установлены четыре барельефа, отражающих история края. На двух барельефах изображена кузница с двумя кузнецами, боронование земли двумя запряженными быками, на других — казак на коне с оружием и в степи.